# 尼亞蒙達
2°11′9″S 56°42′46″W / 2.18583°S 56.71278°W

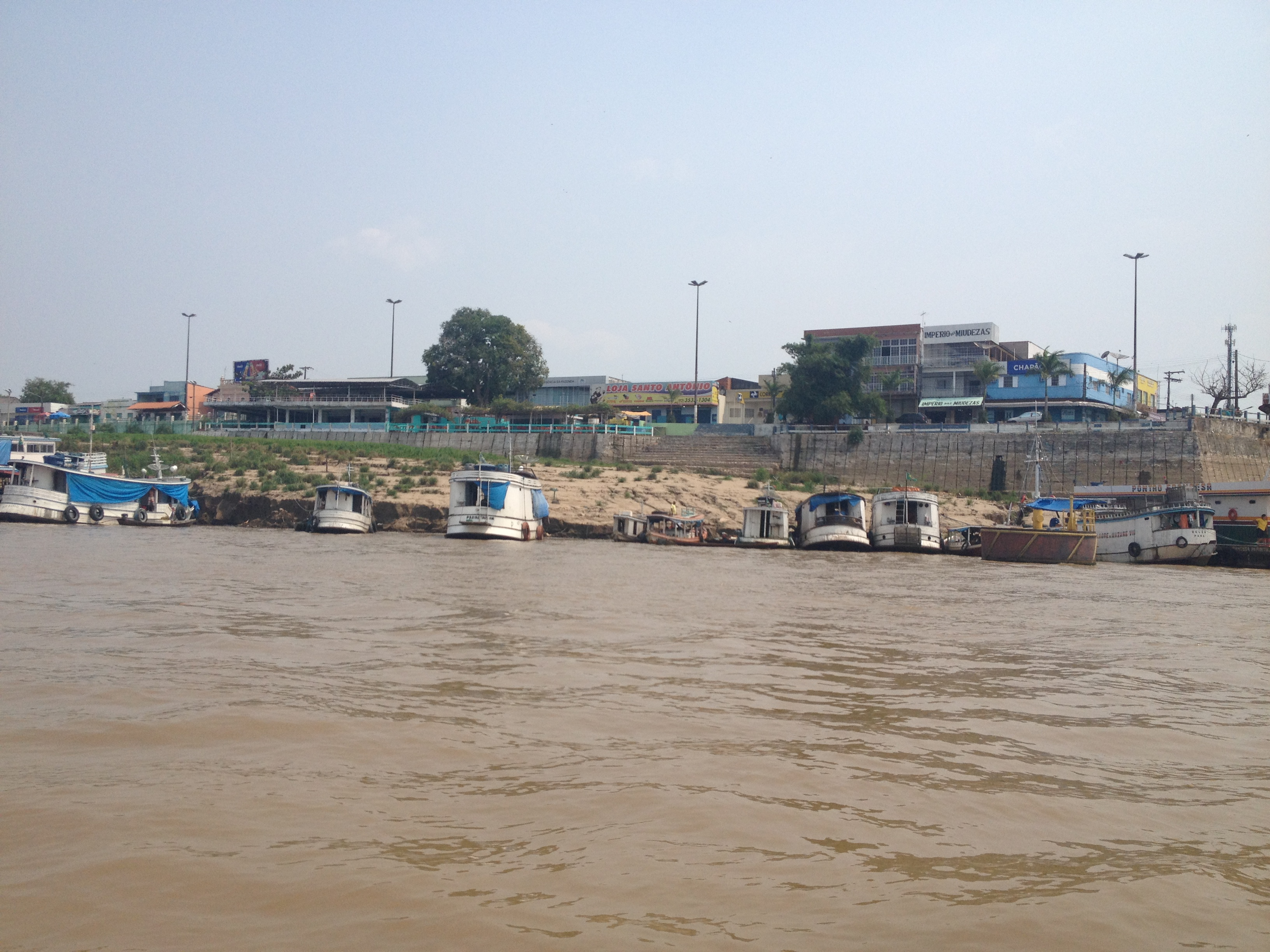
尼亞蒙達

尼亞蒙達（葡萄牙語：Nhamundá）是巴西的城鎮，位於該國北部，由亞馬遜州負責管轄，始建於1956年1月31日，面積14,106平方公里，海拔高度50米，2008年人口18,198，人口密度每平方公里1.29人。